# Franz-Josef Pangels
Franz-Josef Pangels (* 28. Juli 1935 in Matzerath; † 23. November 2004) in Erkelenz war ein deutscher Politiker und Landtagsabgeordneter (CDU).

## Leben
Nach dem Besuch der Volksschule war Pangels als Landwirt tätig. 1958 wurde er Mitglied der CDU. Er war Mitglied in verschiedenen Parteigremien, u. a. als Vorsitzender des CDU-Kreisverbandes Heinsberg. Vom 31. Mai 1990 bis zu seinem Tod am 23. November 2004 war Pangels Mitglied des Landtags des Landes Nordrhein-Westfalen. Von 1990 bis zu seinem Tod gehörte er als Direktkandidat des Wahlkreises Heinsberg II (Nordkreis) dem nordrhein-westfälischen Landtag an.
Er engagierte sich nicht nur politisch, sondern auch im kirchlichen und caritativen Bereich. Als Landwirt setzte sich für die Belange der Bauern im Vorstand der Kreisbauernschaft ein.
Pangels starb am 23. November 2004 im Erkelenzer Hermann-Josef Krankenhaus.